# Ebenheim
Ebenheim ist ein Ortsteil der Landgemeinde Hörsel im Nordwesten des thüringischen Landkreises Gotha.

## Geographie

### Geographische Lage
Das kleine Straßendorf liegt zwischen Thüringer Wald und Hainich auf einem Plateau in etwa 350 m ü. NN.

### Ausdehnung des Gebiets
Die Gesamtfläche der Gemarkung Ebenheim beträgt 645 Hektar.

## Geschichte
454 sollen die Herren von Erffa hier eine Kemenate und um diese herum ein Dorf namens Nebenhayn gebaut haben, so berichtet es die Sage. Hans von Erffa verkaufte im Jahre 1472 (Sonnabend nach dem neuen Jahre) den Ort mit anderen Dörfern dem Ritter Dietrich von Hopffgarten für 4000 Fl. (Florin Gulden), und das Stift zu Fulda belieh die Herren von Hopffgarten damit im Jahre 1474. Der Ort konnte im frühen Mittelalter durch zwei Tore erreicht werden. Die eichenen Pfosten des westlichen Tores wurden bei Straßenbauarbeiten in der Nähe des Dorfgemeinschaftshauses gefunden. Sie befinden sich heute im Naturkundemuseum Gotha.
Um die Mitte des 18. Jahrhunderts befand sich eine Hälfte des Ortes im Besitz des in Hessen-Kasseler Diensten stehenden Geheimen Kriegsrates Adam Friedrich von Capellan, der auch Obervorsteher der hessischen Hohen Hospitäler war und 1779 starb. Nach seinem Tod ging der Teil an die Brüder Georg Volkmar und Longin Gustav von Hausen zu Lützensömmern.
Der Ort gehörte nach dem Erwerb durch die Herren von Hopffgarten bis zur Aufhebung der Patrimonialgerichte Mitte des 19. Jahrhunderts zum Hopffgartenschen Gericht im Herzogtum Sachsen-Gotha, Sachsen-Gotha-Altenburg bzw. Sachsen-Coburg und Gotha. 1920 kam er zum Land Thüringen. Seit 1991 besteht eine Chorfreundschaft mit Wilhelmshausen (Ortsteil von Fuldatal).
Am 1. Januar 1997 wurde Ebenheim Mitgliedsgemeinde der 1994 gegründeten Verwaltungsgemeinschaft Hörsel. Durch Beschluss des Thüringer Landtags am 16. November 2011 konnte die Verwaltungsgemeinschaft Hörsel zum 1. Dezember 2011 aufgelöst und durch einen freiwilligen Zusammenschluss der zehn bisher selbstständigen Gemeinden Aspach, Ebenheim, Fröttstädt, Hörselgau, Laucha, Mechterstädt, Metebach, Teutleben, Trügleben und Weingarten die Landgemeinde Hörsel neu gebildet werden.

### Einwohnerentwicklung
Entwicklung der Einwohnerzahl (jeweils 31. Dezember):
| - 1994 – 269 - 1995 – 275 - 1996 – 277 - 1997 – 282 | - 1998 – 274 - 1999 – 285 - 2000 – 290 - 2001 – 280 | - 2002 – 271 - 2003 – 268 - 2004 – 268 - 2005 – 256 | - 2006 – 252 - 2007 – 253 - 2008 – 244 - 2009 – 233 | - 2010 – 239 |

Datenquelle: Thüringer Landesamt für Statistik

## Politik

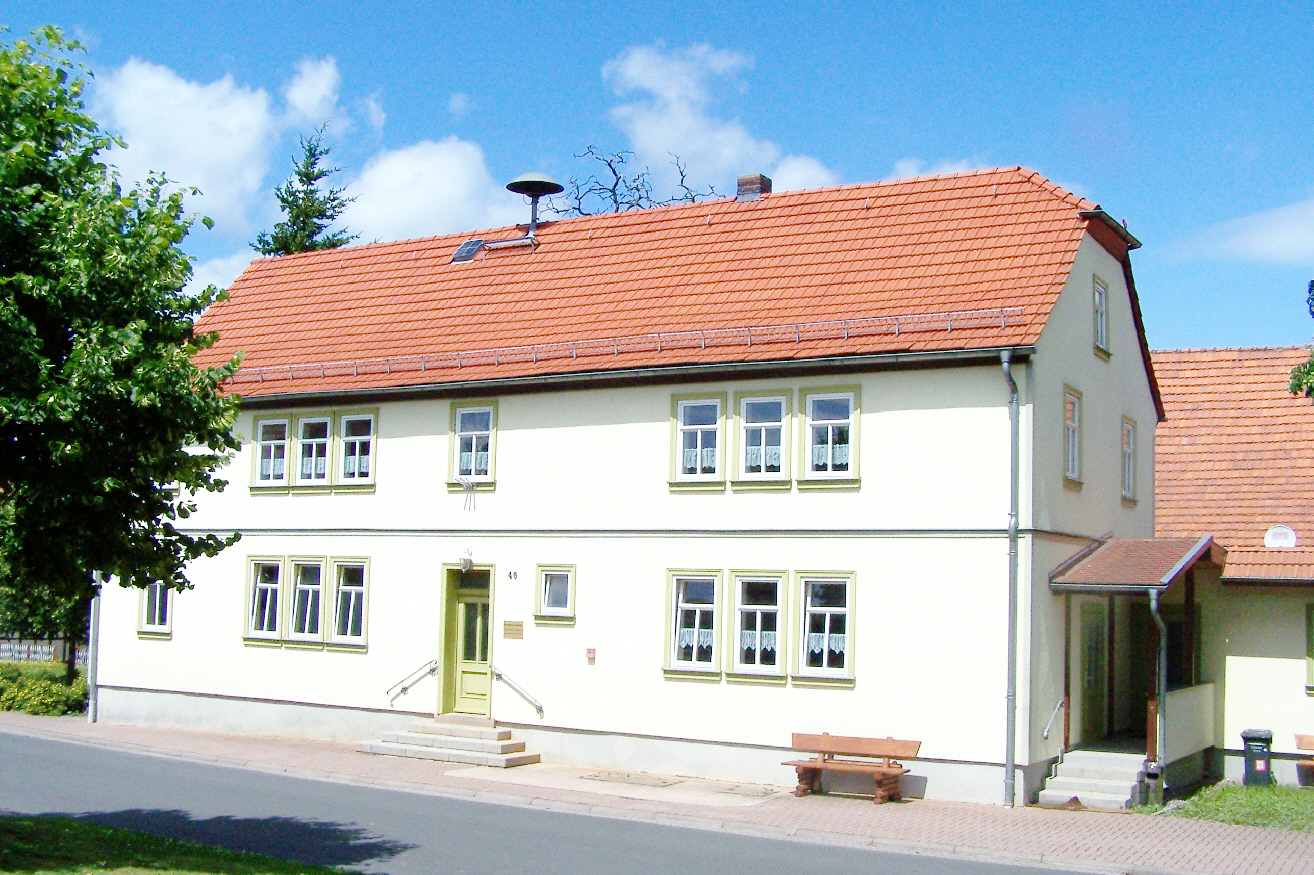
Sitz der Gemeindeverwaltung in Ebenheim

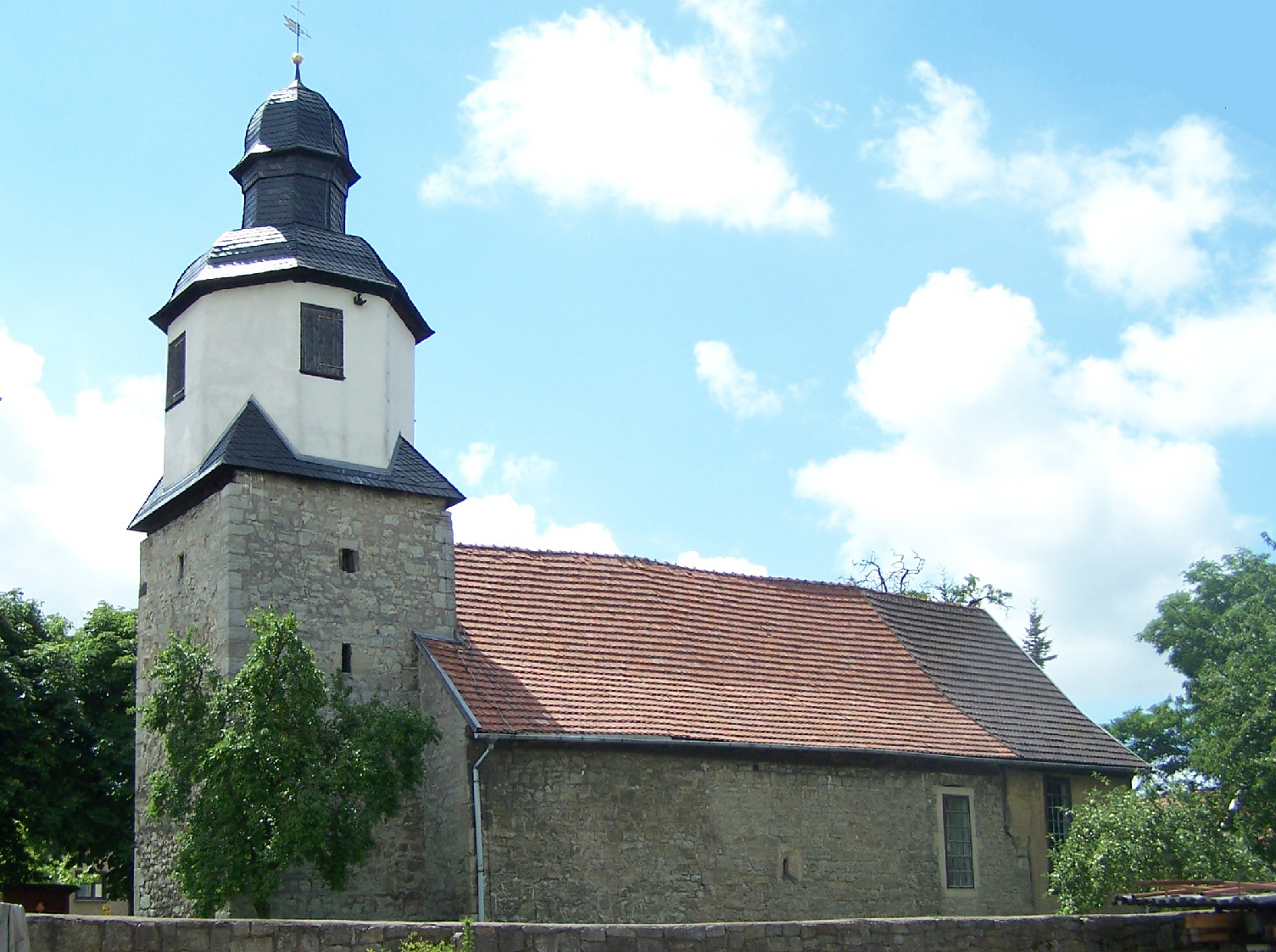
Dorfkirche

### Ehemalige Bürgermeister
Bei der Bürgermeisterwahl am 12. Juni 1994 wurde Wolfgang Schönau zum ehrenamtlichen Bürgermeister der Gemeinde gewählt. Er wurde bei den Bürgermeisterwahlen am 13. Juni 1999, 27. Juni 2004 und 6. Juni 2010 in seinem Amt bestätigt. Seine Amtszeit begann am 1. Juli 2010. Mit der Umwandlung zur Landgemeinde wurde er zum 1. Dezember 2011 zum Ortsteilbürgermeister (mit einer Amtszeit bis 2016).
- 1994–2011: Wolfgang Schönau (CDU)[5][6][7][8]

### Gemeindepartnerschaften
Eine „freundschaftliche Verbindung“ besteht seit 2000 zur ungarischen Gemeinde Raposka im Kreis Tapolca.

## Wirtschaft und Infrastruktur

### Wasser und Abwasser
Die Wasserver- und Abwasserentsorgung wird durch den Wasser- und Abwasserzweckverband Mittleres Nessetal sichergestellt.

### Verkehr
Ebenheim liegt an der Kreisstraße 11 von Haina nach Sättelstädt, wo sich die nächste Autobahnausfahrt der Bundesautobahn 4 befindet, die auf der Gemarkung von Ebenheim die Nesse auf der 2009 erbauten Nessetalbrücke überquert.
Eine Buslinie verbindet Ebenheim mit Neufrankenroda und Eberstädt bzw. Gotha. Nächste Bahnstationen sind Sättelstädt und Mechterstädt an der Strecke Eisenach-Gotha. Etwa zwei Kilometer nordwestlich des Ortes liegt der Flugplatz Eisenach-Kindel.

## Kultur und Sehenswürdigkeiten

### Bauwerke
Die Kirche von 1601 ist Mittelpunkt des Ortes. Sie trägt seit 2017 den Namen „St. Maria“ (auch Marienkirche genannt). Bei der Erneuerung der Turmdeckung und der Turmkugel hat man 1947 ein Schreiben von 1766 gefunden, in dem erwähnt wird, dass im Jahre 1663 der Kirchturm „überstiegen und ausgebessert“ wurde. Die Läuteordnung weist aus, dass die Glocken schon seit 1472 läuten. Eine erneute Turmeindeckung wurde 1998 vollzogen, so dass an Himmelfahrt 2000 ein Knopffest begangen werden konnte. Die Kirchgemeinde gehört zum Kirchspiel Metebach, dem auch noch die Kirchgemeinden Neufrankenroda, Weingarten und Aspach angehören.

### Regelmäßige Veranstaltungen
Das gesellschaftliche Leben des Dorfes wird im Wesentlichen von diesen Vereinen geprägt: Feuerwehrverein, Kleintierzuchtverein, Faschingsverein, Kirmesgesellschaft, Kirchenchor und Sportverein.